# Famille de Dreux-Brézé
Pour les articles homonymes, voir Maison de Dreux.
Ne doit pas être confondu avec Maison capétienne de Dreux ou Famille de Brézé.
La famille de Dreux-Brézé est une famille subsistante de la noblesse française, originaire du Poitou, et implantée à Paris dès la fin du XVIIe siècle. Elle a été anoblie par la charge de conseiller-secrétaire du roi en 1594-1614.
Thomas de Dreux acquiert en 1682 la seigneurie de Brézé (Maine-et-Loire), dont il est fait marquis en 1685.

## Histoire
Simon Dreux, licencié ès-lois, sénéchal du prieuré de Savigny-sous-Faye (Vienne), marié avec Perrine Caquereau, eut pour fils :
- Pierre Dreux, sieur de Périgné et des Barres, marié vers 1510 avec Marie Colin, auteurs de la branche de Montrollet
- Méry Dreux, sieur de Faye-la-Vineuse (Indre-et-Loire), sénéchal de Savigny-sous-Faye, marié en 1533 avec Charlotte de La Coussaye, dont deux fils seront les auteurs respectifs des branches de Brézé et de Nancré

## Branches

### Branche ainée de Montrollet
Simon Dreux, avocat, enquêteur pour le Roi au Présidial de Poitiers, fils de Pierre Dreux ci-dessus, marié en 1536 avec Marie Clabat, fut père de :
- François Dreux, sieur de Montrollet (Charente), conseiller au Présidial de Poitiers, maire de Poitiers en 1602

La branche de Montrollet s'éteignit vers le milieu du XVIIIe siècle.

### Branche de Brézé
Claire-Clémence de Maillé, dame héritière de Brézé (Maine-et-Loire), avait épousé en 1641 Louis II de Bourbon-Condé, duc d'Enghien (le Grand Condé). Celui-ci échangea en 1682 la seigneurie de Brézé (érigée en marquisat en 1617) avec la châtellenie de La Galissonnière appartenant à Thomas de Dreux. 
Thomas de Dreux (1644-1731), seigneur de la Pommeraye, conseiller au Parlement de Paris, fut fait marquis de Brézé en 1685. Marié le 6 août 1670 avec Marie Marguerite Bodinet (1647-1716), fille de Sébastien Bodinet, écuyer et maître d'hôtel ordinaire du roi, et petite-fille de Théodore Bodinet, sieur de Fresnay-le-Busart (anobli en 1634). Thomas de Dreux et son épouse Marie Marguerite eurent pour fils :
- Thomas de Dreux-Brézé (1677-1749), grand maître des cérémonies de France (fonction qui resta à ses descendants jusqu'au XIXe siècle), marié le 14 juin 1698 à Paris avec Catherine Chamillart de La Suze (1683-1739), dont :
  - Michel de Dreux-Brézé (1700-1754), 3e marquis de Dreux-Brézé, lieutenant-général des armées du roi (1744), grand maître des cérémonies de France, marié en 1720 avec Isabelle de Dreux-Nancré puis, le 25 novembre 1749, avec Louise-Élisabeth de La Châtre[3].
  - Joachim de Dreux-Brézé (1710-1781), 4e marquis de Dreux-Brézé, lieutenant-général des armées du roi (1759), grand maître des cérémonies de France, marié le 17 mai 1755 à Paris avec Louise de Courtarvel, dame de Pézé, dont :
    - Henri-Évrard de Dreux-Brézé (1762-1829), 5e marquis de Dreux-Brézé, grand maître des cérémonies de France à la fin de l'Ancien Régime et sous la Restauration, marié en 1790 avec Adélaïde de Custine, dont :
      - Scipion de Dreux-Brézé (1793-1845), 6e marquis de Dreux-Brézé, pair de France et grand maître des cérémonies de France, marié en 1820 avec Henriette de Montault
      - Emmanuel de Dreux-Brézé (1797-1848), 7e marquis de Dreux-Brézé, capitaine, marié le 15 juin 1824 avec Marie-Charlotte de Boisgelin (1804-1881), dont Henri de Dreux-Brézé, qui suit
      - Pierre Simon de Dreux-Brézé (1811-1893), évêque de Moulins

Henri de Dreux-Brézé (1826-1904), 8e marquis de Dreux-Brézé, marié le 30 septembre 1850 avec Marie des Bravards d'Eyssat (1827-1870), dont :
- Pierre de Dreux-Brézé (1852-1941), 9e marquis de Dreux-Brézé, marié le 18 novembre 1878 avec Aline de Grammont, dont :
  - Claude de Dreux-Brézé (1885-1968), 10e marquis de Dreux-Brézé, marié en 1919 avec Catherine Françoise Firino-Martell
  - Jean de Dreux-Brézé (1891-1954), marié en 1921 avec Isabelle Couderc de Saint-Chamant, dont :
    - Henri-Evrard de Dreux-Brézé (1924-2012), 11e marquis de Dreux-Brézé, président de l'ANF de 1997 à 2000, marié le 4 décembre 1953 avec Geneviève de Broglie, dont :
      - Jean de Dreux-Brézé (né en 1958), 12e marquis de Dreux-Brézé, marié en 1982 avec Marie de Montaigne de Poncins

### Branche de Nancré
- Mery Dreux, sieur de Faye-la-Vineuse, sénéchal de Savigny-sous-Faye
  - Claude de Dreux, secretaire du roi à la grande chancellerie en 1619
    - Antoine de Dreux (1591-1662) époux de Jeanne Ruelle, dame de Nancré
      - Claude de Dreux-Nancré (1623-1689), lieutenant-général des armées du roi et de la province d'Artois, dont :
        - Louis Jacques Aimé Théodore de Dreux-Nancré (1660-1719), ambassadeur de France en Espagne
        - Jacques Joseph de Dreux-Nancré (1662-1746), abbé commendataire de l'abbaye de Saint-Cybard
          - François Léon de Dreux-Nancré (1706-1774)
            - Barthélémy Charles de Dreux Nancré (1760-1863), page de la reine Marie Antoinette, capitaine au Régiment Royal-Pologne cavalerie
              - Hyacinthe Louis Ernest de Dreux-Nancré (1787-1848), colonel du 11e régiment de dragons, officier de la Légion d'Honneur.

La branche de Nancré s'est éteinte en 1883.

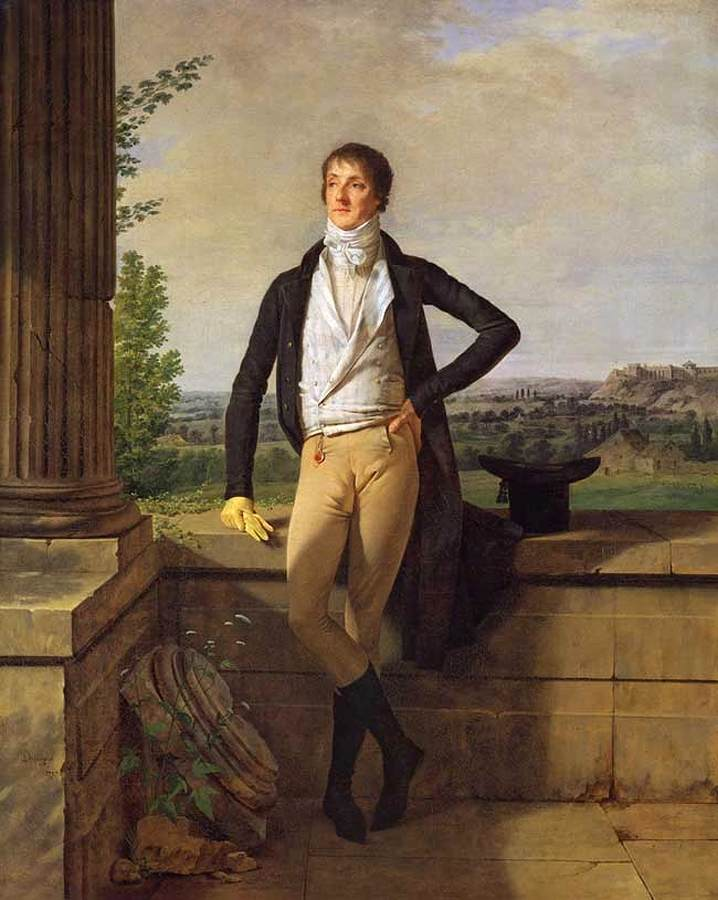
Barthélémy Charles, comte de Dreux-Nancré (1760-1863)
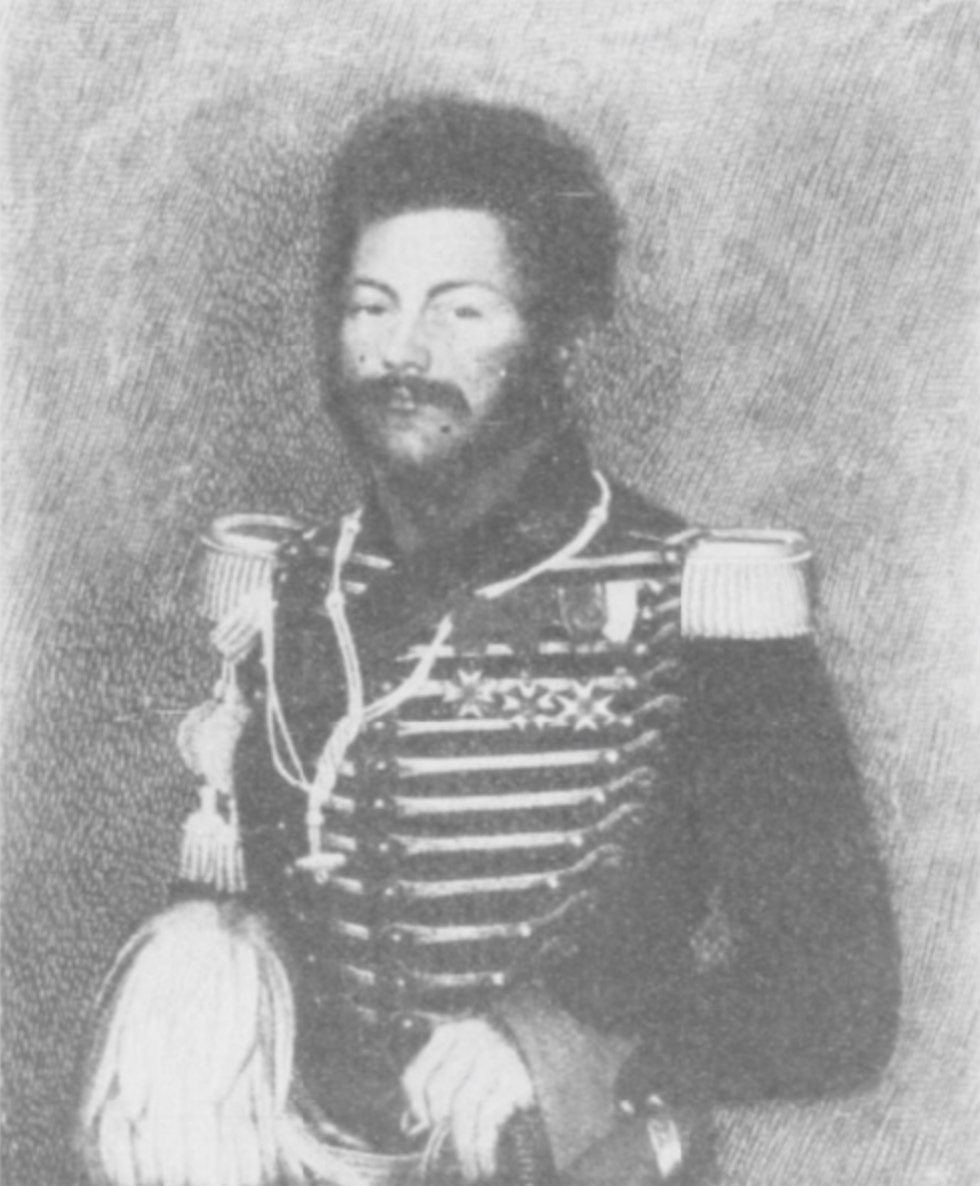
Hyacinthe Louis Ernest, marquis de Dreux-Nancré (1787-1848), colonel du 11e régiment de dragons.

## Alliances
Les principales alliances de la famille de Dreux-Brézé sont : Chamillart de La Suze (1698), de Dreux-Nancré  (1720), de Courtarvel (1755), de Custine (1790), de Monteynard (1810), de Montault (1820), de Boisgelin (1824), des Bravards d'Eyssat (1850), de La Fournière, de Grammont (1878), Couderc de Saint-Chamant (1921), Hurault de Vibraye (1922), d'Harcourt (1950), de Broglie (1953), Bizouard de Montille, de Montaigne de Poncins (1982), Garnier de Labareyre (2019).

## Pour approfondir